# Linnajärvi (sjö i Kouvola, Kymmenedalen)
Linnajärvi är en sjö i kommunerna Kouvola och Heinola i landskapen Kymmenedalen och Päijänne-Tavastland i Finland. Sjön ligger 101,8 meter över havet. Arean är 35 hektar och strandlinjen är 4,88 kilometer lång. Sjön  ingår i Kymmene älvs huvudavrinningsområde.   Den ligger omkring 85 kilometer norr om Kotka och omkring 140 kilometer nordöst om Helsingfors. 
I sjön finns ön Linnasaari. 